# Johann Matthias Hungerbühler
Johann Matthias Hungerbühler (* 2. September 1805 in Wittenbach; † 14. Juli 1884 in St. Gallen) war ein Schweizer Politiker. Von 1848 bis 1875 gehörte er dem Nationalrat an (1852/53 als Nationalratspräsident). In den Jahren 1838 bis 1859, 1862 bis 1864 und 1873 bis 1878 war er Regierungsrat des Kantons St. Gallen.

## Biografie
Der Sohn eines Arztes besuchte das katholische Gymnasium in St. Gallen. Von 1822 bis 1830 studierte er Theologie, Philosophie und Rechtswissenschaft an den Universitäten Freiburg, Genf und Paris. Obwohl er im letztgenannten Fach ohne Abschluss blieb, war er ab 1831 in St. Gallen als Rechtsanwalt tätig. Von 1835 bis 1838 amtierte er als Staatsschreiber. Hungerbühler, der radikalliberale Ansichten vertrat, wurde 1835 in den St. Galler Grossen Rat gewählt, dem er ununterbrochen bis 1870 und erneut von 1873 bis 1878 angehörte. Im Jahr 1865 war er Grossratspräsident.
Der Grosse Rat wählte Hungerbühler erstmals 1838 in den Regierungsrat. Diesem gehörte er zunächst bis 1859 an, ein zweites Mal von 1862 bis 1864 und schliesslich von 1873 bis 1878. Während dieser Zeit war er für sechs verschiedene Ressorts zuständig (Justiz, Polizei, Inneres, Bauwesen, Finanzen, Bildung), zehnmal stand er der Kantonsregierung als Landammann vor. Von 1859 bis 1861 war er Mitglied des Verfassungsrates, von 1864 bis 1873 präsidierte er das Kantonsgericht. Hungerbühler, der sich um 1866 der liberalen Mitte annäherte, setzte sich für eine Staatskirche nach josephinischem Vorbild ein. Ein weiteres wichtiges Anliegen war die Einführung eines konfessionell neutralen Gymnasiums, das 1856 in Form der Kantonsschule am Burggraben verwirklicht wurde. Während des Kulturkampfs wandte er sich entschieden gegen den Ultramontanismus.
Sein erstes Amt auf Bundesebene hatte Hungerbühler 1847/48 inne, als eidgenössischer Repräsentant im Kanton Schwyz nach der Auflösung des Sonderbundes. Im Jahr 1848 war er St. Galler Abgesandter an die Tagsatzung. Im Oktober desselben Jahres kandidierte er bei den ersten Nationalratswahlen und wurde im Wahlkreis St.-Gallen-Nordwest gewählt. Achtmal in Folge gelang ihm die Wiederwahl. 1852/53 amtierte er als Nationalratspräsident. 1855 kandidierte er ohne Erfolg als Bundesrat. Bei den Nationalratswahlen 1875 wurde er angesichts starker katholisch-konservativer Konkurrenz nicht mehr wiedergewählt.
Hungerbühler beschrieb unter anderem die Unterbringungen in der Psychiatrie. Er kritisierte: „Von einer Oberaufsicht und Kontrolle des Staates über diese oft mehr auf den Erwerb als auf den Heilzweck gerichteten Privatanstalten war überall nicht die Rede. Misshandlung der Irren, unrechtmässige Aufnahmen usw. waren möglich, ohne dass die Polizei- und Sanitätsbehörden im Geringsten sich darum bekümmerten. (…) Wie viele Privatanstalten mögen missbraucht worden sein und werden es vielleicht noch, um Individuen in dieselben abzugeben, welche ihren Familien unbequem waren, – welche man beerben oder aus irgendwelchen eigennützigen Absichten beseitigen wollte!“
Seine Nichte Maria Franziska (geb. Eberle) war mit dem Unternehmer und Politiker Johann Ulrich Hafner verheiratet.

## Werke
- Ueber das öffentliche Irrenwesen in der Schweiz. 1846